# 慎貴人
慎貴人（？—1777年10月9日），姓名及出身均不詳，清朝乾隆帝之貴人。

## 生平
生年不詳，生辰為五月十六日。目前並不清楚慎貴人是在何時、以何情況被乾隆帝收為後宮主位。雍正十三年九月二十四日，剛登極的乾隆帝下旨詔封高姓側福晉為貴妃，那拉姓側福晉為妃，蘇姓格格、黃姓格格為嬪，金姓格格為貴人，海姓格格、陳姓格格為常在，沒有慎貴人之名，表明她並非乾隆帝潛邸時的侍妾。乾隆二年十一月二十四日，乾隆帝下旨將後宮內的兩位常在晉封為貴人，未知是否包括慎貴人。當代研究學者王冕森認為海常在和陳常在已經在同年五月十一日（一說五月十二日）晉封為貴人，所以十一月二十四日晉封的兩位常在有可能是乾隆帝即位之後被收入後宮的怡嬪柏氏和秀貴人:424-425，然而有關推測尚需進一步考證。
至遲在乾隆十三年正月，宮內已有「慎貴人」之名。乾隆二十四年十一月的宮分檔案稱：「婉嬪、慎貴人、林貴人、蘭貴人、多貴人、伊貴人、祥貴人、郭常在、瑞常在，每位金線三綹」，可知慎貴人在當時幾位貴人中排行居首。乾隆四十二年九月初九日申時，慎貴人薨逝，同日酉時奉入金棺，後奉移至靜安莊暫安。同年九月二十日，奉安裕陵妃園寢。

## 影視作品
- 電視劇

| 年份 | 劇名   | 演員   | 劇中姓名    | 劇中稱謂                                                                               | 註解 |
| 2018 | 如懿傳 | 曾一萱 | 索綽倫·阿箬 | 青櫻格格侍女→寶親王側福晉侍女→嫻妃侍女→慎刑司服刑宮女→御前宮女→慎常在→慎貴人→慎嬪→庶人 |      |